# Salix candida
Salix candida — вид квіткових рослин із родини вербових (Salicaceae).

## Морфологічна характеристика

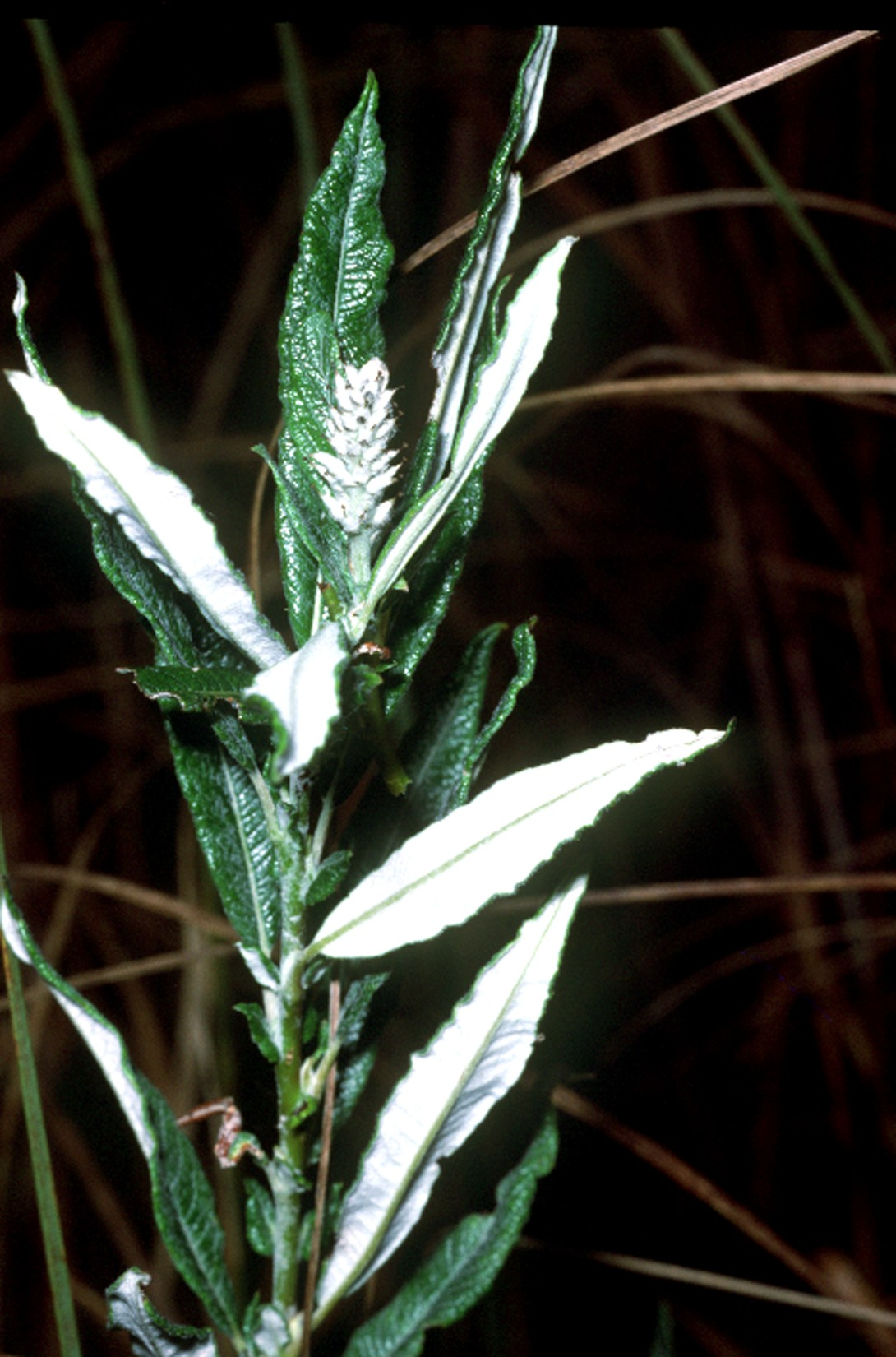

Це листопадний кущ від 50 до 200 см заввишки, часто утворюючи клони. Гілки від темно-сіро-коричневого до жовто-коричневого, не сизі, шерстисті латками чи до майже голих; гілочки від жовто-бурих до червоно-коричневих або сіро-коричневих, густо (білі) шерстисті. Листки на 3–10 мм ніжках, що шерстисті адаксіально; найбільша листкова пластина ременеподібна, вузько-еліптична чи зворотно-ланцетна; краї сильно чи злегка вигнуті; верхівка гостра чи опукла; абаксіальна поверхня (низ) сіра (зазвичай прихована волосками), дуже щільно чи рідко волокнисто-шерстиста (у віці павутинна); адаксіальна — тьмяна чи злегка блискуча, від помірно до рідко шерстиста; молода пластинка жовтувато-зелена, дуже щільно запушена абаксіально, волоски білі. Сережки квітнуть, коли з'являється листя; тичинкові 17–39 × 8–16 мм; маточкові 20–66 × 9–18 мм. Коробочка 4–6 мм. 2n = 38.

## Середовище проживання
Сен-П'єр і Мікелон, Канада й США (Аляска, Альберта, Британська Колумбія, Колорадо, Коннектикут, Айдахо, Іллінойс, Індіана, Айова, Лабрадор, Мен, Манітоба, Массачусетс, Мічиган, Міннесота, Монтана, Нью-Брансвік, Нью-Гемпшир, Нью-Джерсі, Нью-Йорк, Ньюфаундленд, Північна Дакота, Північно-Західна територія, Нова Шотландія, Нунавут, Огайо, Онтаріо, Пенсільванія, о. Принца Едуарда, Квебек, Саскачеван, Південна Дакота, Вермонт, Вашингтон, Вісконсин, Вайомінг, Юкон). Населяє заплави, мергельні болота, болота і луки, вапняні субстрати; 10–2800 метрів.

## Використання
Рослина збирається з дикої природи для місцевого використання як ліки.